# 豊田村 (神奈川県中郡)
豊田村（とよだむら）は、神奈川県大住郡・中郡に存在した村。平塚市に属する現在でも旧村域の各大字は「豊田」を冠称する。

## 地理
- 河川：鈴川、渋田川

## 歴史
- 1889年（明治22年）4月1日 - 町村制の施行により、小峯村、宮下村、打間木村、豊田本郷村、平等寺村が合併して大住郡豊田村が発足。
- 1896年（明治29年）4月1日 - 郡制の施行のため大住郡が淘綾郡と統合され、所属郡が中郡に変更[1]。
- 1956年（昭和31年）
  - 4月1日 - 大野町に編入。同日豊田村廃止。
  - 9月30日 - 大野町が平塚市に編入。